# Тракийски дъб
Тракийски дъб (Quercus thracica) е рядък вид широколистно листопадно дърво от семейство Букови от рода Дъб. Ендемит за България.
В района на Крумовград, между крумовградските села Сърнак и Кандилка расте единственото останало в България дърво от вида тракийски дъб. 
Открито е от академик Борис Стефанов. Дървото е на 83 години, а височината му е десет и половина метра. От 14 декември 1960 година е обявено за защитен обект. Опитите за размножаването му от семена или издънки до този момент са неуспешни.